# Malawi nos Jogos Olímpicos de Verão de 1984
Malawi competiu nos Jogos Olímpicos de Verão de 1984 em Los Angeles, Estados Unidos. O país retornou às Olimpíadas após boicotar os Jogos de 1976 e 1980.

## Resultados por Evento

### Atletismo
400 m masculino'
- Agripa Mwausegha
  - Eliminatórias — 49.12 (→ não avançou)

5.000 m masculino
- George Mambosasa
  - Eliminatórias — 14:48.08 (→ não avançou)

10.000 m masculino
- Matthews Kambale
  - Classificatória Heat — 30:47.73 (→ não avançou, 38º lugar de 41)

Maratona masculina
- George Mambosasa — 2:46:14 (→ 74º lugar)
- Matthews Kambale — não terminou (→ sem classificação)

### Ciclismo
Estrada Individual masculino
- Dyton Chimwaza — não terminou (→ sem classificação)
- Daniel Kaswanga — não terminou (→ sem classificação)
- George Nayeja — não terminou (→ sem classificação)
- Amadu Yusufo — não terminou (→ sem classificação)